# Hallgerd Hoskuldsdotter
Hallgerd Hoskuldsdotter är en av huvudpersonerna i Njáls saga. Hon är dotter till Hoskuld Dala-Kollsson, som var hövding i Laxdalen i västra Island. Hallgerd är vid sidan av Mård Valgardsson den största skurken i Njáls saga, vilket hennes farbror Hrut Herjolvsson tycks förutspå redan i början av sagan, när han konstaterar att flickan har "tjuvögon".
När Hallgerd som ung ska giftas bort varnar hennes far den förste friaren, Torvald. "Min dotter är hård i sinnet", säger han. Men då Torvalds beslut att äkta henne är orubbligt får han henne och detta utan att hon själv tillfrågas om sin åsikt. Hallgerd yttrar till fadern sin förbittring över det skedda och förklarar: "Ej synes mig detta vara ett så högt gifte, som I lovat mig." Men fadern genmäler: "Ej aktar jag ditt högmod. Jag skall råda och ej du." Hallgerd svarar endast: "Stor är eder stolthet, fränder, och underligt är det ej, om jag fått något därav."
På bröllopsgillet är bruden dock vid det bästa lynne. Hon är blid och vänlig mot sin man, och hon skrattar åt alla hans skämt. Men dem som känner henne bättre anar oråd, och skratten klingar falskt. Vänligheten varar heller inte länge. Snart lyckas hon att med bitande hånfulla ord få Torvald så arg att han slår henne i ansiktet. Sedan sitter hon ensam ute på gården och är sorgsen.
När hon berättade om saken för sin fosterfar Tjostolv gick han och dödade Torvald. När Tjostolv håller upp sitt blodiga vapen utropar Hallgerd, där hon står utanför huset: "Blodig är din yxa, vad har du gjort?" "Slikt har jag gjort", svarar han, "att du kommer att giftas bort en gång till." "Då säger du mig Torvalds död", utbrister hon glatt.
Hallgerd ansågs allmänt vara skyldig till att ha drivit Tjostolv till dråpet. Om hon var det eller inte är en tolkningsfråga.
Sedan gifte hon om sig med en man som hette Glum och de fick en dotter som hette Torgerd. Tjostolv dödade Glum också, och då skickade Hallgerd honom till sin farbror Hrut. Denne dödade Tjostolv, vilket Hallgerd av allt att döma hade räknat ut.
Sedan gifte Hallgerd om sig med Gunnar på Hlidarende. Under deras bröllop beslutades det att dottern Torgerd skulle giftas bort med en man som hette Traen Sigfusson. Torgerd och Traen blev senare föräldrar till Hoskuld Hvitanäsgode. Hallgerd fick två söner i äktenskapet med Gunnar; de hette Hogne och Grane.
En gång när Gunnar och Hallgerd var på besök hos Gunnars vän Njál blev Hallgerd osams med Bergtora om sittplatser, och de ställde till en fejd som deras makar gjorde sitt bästa för att lösa fredligt.
Vid ett senare tillfälle gav Gunnar Hallgerd en örfil för att hon hade stulit mat på en gård som hette Kirkjubö, och Hallgerd svor på att hämnas.
När Gunnar senare var omringad av fiender hämnades hon genom att vägra göra en bågsträng av sitt hår, vilket ledde till att Gunnar blev dödad då han inte längre kunde hålla fienderna på avstånd. Hallgerd gläds när hon ser mannen stå inför en säker död, ur vilken hon skulle ha kunnat rädda honom.